# Fiorenza Cossotto
Fiorenza Cossotto (Crescentino, 22 de abril de 1935) es una mezzosoprano italiana. Está considerada por muchos como una de las mejores mezzos del siglo XX.
Cossotto estudió en la Academia de música de Turín, y se graduó como la mejor de su clase. Luego estudió con Mercedes Llopart. Debutó en 1955 en La Scala de Milán. Recibió un disco de oro por su grabación de Macbeth.
Fue aclamada en el Teatro Colón de Buenos Aires desde su debut en 1967 con Don Carlo y La Favorita regresó en 1969 para Il Trovatore y Norma, en 1970 Anna Bolena, en 1971 Aida con la que también se despidió en 1990.
En 2005 celebró sus 70 años con una representación en Lieja, Bélgica.
Algunos de sus papeles más importantes han sido: Amneris, Ulrica, Eboli, Santuzza, Azucena y Carmen.
- Datos: Q238727
- Multimedia: Fiorenza Cossotto / Q238727